# Sheryl Crow (álbum)
Sheryl Crow es el segundo álbum de estudio de la cantante estadounidense Sheryl Crow, lanzado el 24 de septiembre de 1996 por A&M Records. A diferencia de su predecesor Tuesday Night Music Club, que fue escrito por un colectivo informal formado por Crow y varios otros músicos, Sheryl Crow fue producido íntegramente por Crow, quien escribió la mayoría de las canciones ella misma, o con un solo colaborador. La mayor parte del álbum se grabó en Kingsway Studios en Nueva Orleans, Luisiana. El álbum cubre temas de la vida estadounidense, rupturas de relaciones y problemas morales y éticos, al tiempo que abarca una variedad de géneros musicales como el rock, blues, rock alternativo, country y folk.
Sheryl Crow fue un éxito comercial, siendo certificado triple platino por la RIAA y BPI. También alcanzó el puesto número 6 en la lista Billboard 200 y produjo cinco sencillos, incluido el éxito internacional «If It Makes You Happy». El álbum recibió críticas muy positivas por parte de los medios, quienes elogiaron su intrincada producción y el canto más fuerte y seguro de Crow. En la 39.ª Entrega Anual de los Premios Grammy, el álbum recibió el premio a Mejor Álbum de Rock, y Crow ganó el Premio Grammy a la Mejor Interpretación Vocal Femenina de Rock premio por «If It Makes You Happy».

## Trasfondo y grabación

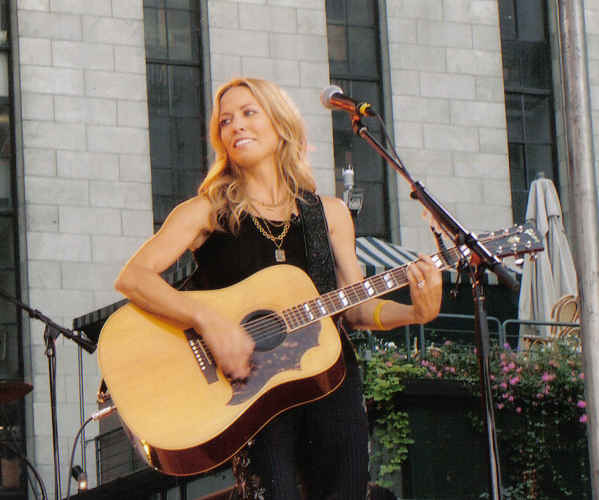
A diferencia de su álbum anterior, que fue producido por Bill Bottrell, Crow se encargó de la producción de su álbum homónimo.

Sheryl Crow es la continuación de Tuesday Night Music Club, que fue escrito por un grupo de músicos conocido como Tuesday Music Club. El grupo existía como un colectivo informal formado por Crow y los músicos Bill Bottrell, David Baerwald, Kevin Gilbert, Brian MacLeod, David Ricketts y Dan Schwartz. El álbum fue un éxito comercial y produjo varios sencillos, entre ellos «All I Wanna Do», «Strong Enough» y «Leaving Las Vegas». Fue certificado séptuple de platino en los Estados Unidos y doble de platino en el Reino Unido. Crow también recibió el premio como Mejor Artista Novel, Mejor Interpretación Vocal Pop Femenina, y Disco del año en la 39.ª Entrega Anual de los Premios Grammy.
Las tensiones entre Crow y otros miembros del grupo comenzaron a surgir después de la presentación de «Leaving Las Vegas» en el Late Show with David Letterman, en marzo de 1994. Crow estuvo de acuerdo con la presentadora cuando le preguntaron si la pista era autobiográfica, a pesar de que fue escrita principalmente por Baerwald y basada en el libro del mismo nombre Leaving Las Vegas de su amigo John O' Brien. Como resultado, varios miembros del grupo Tuesday Music Club se sintieron traicionados y el propio O'Brien se suicidó tres semanas después. Sin embargo, los padres de O'Brien insistieron en que Crow no tuvo nada que ver con la tragedia, y señaló que «simplemente estaba enojada por eso [...] Pero los problemas que lo llevaron hacia el final fueron: ya sabes, eso es un largo, largo maldito viaje».
Después de Tuesday Night Music Club, Crow quería demostrar su autoridad como música. Según ella: «Mi único objetivo en este disco era meterme bajo la piel de la gente, porque yo sentía que tenía tanta mierda que arrojarle a la cinta». El trabajo en el nuevo álbum comenzó en Toad Hall, Pasadena, California, el mismo estudio donde se grabó Tuesday Night Music Club, pero las sesiones se trasladaron a Nueva Orleans, Luisiana porque Crow «estaba sintiendo fantasmas en esa habitación». Bottrell fue designado para producir el disco y coescribió tres canciones que aparecerían en el álbum, pero finalmente se fue porque no pudo resolver sus diferencias con Crow. Como resultado, Crow se hizo cargo de las tareas de producción y escribió la mayoría de las canciones ella misma o con un solo colaborador. También tocó la mayoría de los instrumentos del álbum, incluido el bajo, la guitarra, y casi todas las partes del teclado. La mayor parte del álbum se grabó en Kingsway Studios en Nueva Orleans, aunque Crow más tarde regresaría a Los Ángeles para completar su trabajo en The Sound Factory y Sunset Sound. La masterización de audio tuvo lugar en Gateway Mastering Studios, Portland, Maine.

## Música y letras

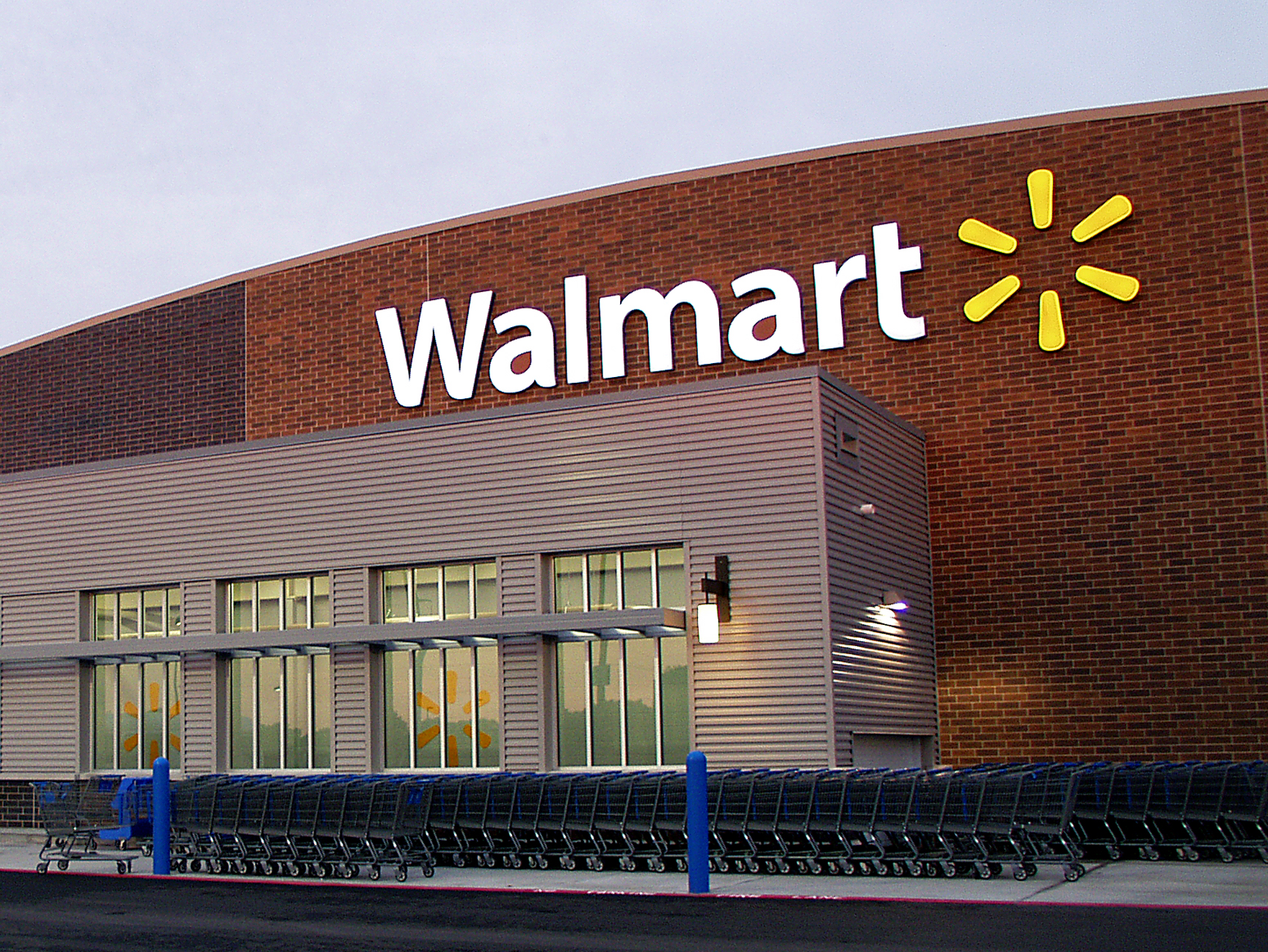
El álbum se prohibió en tiendas Walmart, debido a la letra de la canción «Love Is a Good Thing».

Musicalmente, Sheryl Crow se describió como una combinación de rock, blues, rock alternativo, country, folk, y bucles ligeros de hip hop. A diferencia de su predecesor, también presenta una producción más desequilibrada y una instrumentación más rica, con «mucha distorsión, wurlitzer, hammond, moog. Nada extremo, tal vez, pero casi psicodélico cuando se une a las grandes melodías», explicó un crítico. El álbum cubre temas de la vida estadounidense, rupturas de relaciones y cuestiones morales y éticas, entre otros. Por ejemplo, «Home» es una balada popular en la que Crow relata las dificultades emocionales de una relación en deterioro, mientras que «Superstar» trata sobre una mujer que fantasea con el estrellato. La canción «A Change Would Do You Good», que presentan palmas, trata sobre la necesidad de escapar de una vida restringida.
La pista de apertura, «Maybe Angels», fue descrita como «una oda críptica a los OVNI y las conspiraciones del gobierno que se reproduce como un tema musical del Expediente X». Crow explicó que la canción es «una historia extraterrestre que encuentra a Kurt Cobain uniéndose a John Lennon en el coro alado del cielo». La canción «Redemption Day» es una protesta contra la indiferencia de Estados Unidos hacia la Guerra de Bosnia. Se inspiró cuando Crow visitó el país como parte de un viaje de USO con Hillary y Chelsea Clinton. La canción fue posteriormente versionada por Johnny Cash, apareciendo en su disco póstumo de 2010 American VI: Ain't No Grave. La pista «Hard to Make a Stand» hace referencia al aborto, mientras que «Love Is a Good Thing» critica la política de venta de armas de Walmart con la letra «Watch out sister/Watch out brother/Watch our children as they kill each other/with a gun they bought at the Wal-Mart discount stores». La canción causó cierta controversia, lo que resultó en que Walmart prohibiera la venta del álbum en sus tiendas.
El sencillo principal del álbum, «If It Makes You Happy», pasó por varios arreglos diferentes antes de convertirse en una canción de rock. Según el músico Jeff Trott, quien coescribió la canción junto con Crow, «Comenzó como una especie vibrante. Luego [...] la tocamos como punk rock, muy rápido, así como country y funk. Sabes, obtienes una canción y te pones ropa para ver qué se ve bien y qué no, y generalmente cuando encuentras el correcto es bastante obvio. ¡Con esa canción fue realmente obvio!». Trott inicialmente escribió la canción cuando era miembro de la banda de acompañamiento de Pete Droge, pero Crow agregó un segundo verso y fortaleció la melodía. Sheryl Crow también cuenta con contribuciones de músicos notables, por ejemplo, «Sweet Rosalyn» presenta el saxofón de Steve Berlin de Los Lobos, mientras que «Everyday Is a Winding Road» presenta voces de armonía de Neil Finn de Crowded House.

## Lanzamiento
Sheryl Crow se lanzó en los formatos CD y casete el 24 de septiembre de 1996. El álbum alcanzó el puesto número 6 en la lista Billboard 200 y vendió 143 000 copias en las dos primeras semanas de lanzamiento. En enero de 2008, el álbum había vendido 2,4 millones de unidades en los EE. UU. según Nielsen SoundScan, y ha sido certificado 3 veces platino por la RIAA. En el Reino Unido, Sheryl Crow alcanzó el puesto número 5 en la UK Albums Chart y fue certificado 3 veces platino por la BPI. A diferencia de la edición estadounidense, la edición británica del álbum contiene la pista extra «Free Man». Sheryl Crow también alcanzó el top 10 en Austria, Bélgica, Nueva Zelanda, Suecia y Suiza. En Europa, fue certificado platino por la IFPI. Una edición especial del álbum, titulada Sheryl Crow - Signature Tour Edition, fue lanzada en Australia y Japón en 1997. Contiene las pistas extra «Sad Sad World» y una versión alternativa de «Hard to Make a Stand» así como un CD extra con seis canciones grabadas en vivo en Shepherd's Bush Empire, Londres, el 26 de noviembre de 1996. Este conjunto de 2 CDs también se lanzó como Sheryl Crow - Special Edition en el Reino Unido en 1997.
La canción «If It Makes You Happy» fue lanzada como sencillo principal el 26 de agosto de 1996 y se convirtió en un éxito internacional, alcanzando el puesto número 10 en la lista Billboard Hot 100. y vendiendo 82 000 unidades en las dos primeras semanas de lanzamiento. También fue un éxito en el Reino Unido, donde alcanzó el número 9 en el UK Singles Chart. Otros países en los que figura el sencillo incluyen Australia, Canadá, Francia, Nueva Zelanda y Suiza. Se hizo un video musical para la canción bajo la dirección de Keir McFarlane. «Everyday Is a Winding Road» fue lanzado el 8 de noviembre de 1996 como el segundo sencillo del álbum. La canción también fue un éxito, alcanzando el número 11 en el Hot 100 de Billboard y el número 12 en la UK Singles Chart. Las canciones «Hard to Make a Stand», «A Change Would Do You Good» y «Home» fueron lanzadas como los últimos tres sencillos del álbum. «A Change Would Do You Good» obtuvo un éxito modesto, alcanzando el puesto número 16 en el Mainstream Top 40 y el número 8 en la UK Singles Chart.

## Recepción de la crítica
Tras su lanzamiento, Sheryl Crow recibió críticas muy positivas por parte de los medios. Eric Weisbard de Spin elogió la producción del álbum, afirmando que el disco «va mucho más allá» que su predecesor y que sus «ritmos más grandes y efectos de guitarra/teclado más sucios [funcionan] bien con la letrada personalidad hippie-chick de Crow». David Browne de Entertainment Weekly declaró pros similares, comentando: «Si existe algo así como un álbum profesional de lo-fi, Sheryl Crow lo es». También notó el canto más fuerte y seguro de Crow, concluyendo que ella «no expone mucho de sí misma [...] es una centrista emocional. Pero al menos, está construyendo un puente hacia una carrera duradera». Escribiendo para The Baltimore Sun, J. D. Considine elogió la voz de Crow, especialmente en «If It Makes You Happy», que consideró probablemente la mejor canción del álbum. A pesar de los elogios, el último tercio del álbum se consideró la parte más débil y la canción «Ordinary Morning» se consideró una mala elección para un cerrador. El editor de Rolling Stone David Fricke también criticó el álbum por estar subdesarrollado y carecer de originalidad, y comparó desfavorablemente la canción «Hard to Make a Stand» con «Tumbling Dice» de The Rolling Stones y «Sweet Jane» de The Velvet Underground. El crítico de The Village Voice, Robert Christgau, le otorgó al álbum una calificación de mención de honor de una estrella y bromeó diciendo que estaba en deuda con «no sólo Alanis sino Tchad». En febrero de 1997, Sheryl Crow ocupó el puesto 26 en la encuesta de críticos de The Village Voice Pazz & Jop. En la 39.ª Entrega Anual de los Premios Grammy, el álbum recibió el Mejor Álbum de Rock y Crow recibió el Premio Grammy a la Mejor Interpretación Vocal de Rock Femenina, premio por la canción «If It Makes You Happy».
Retrospectivamente, el crítico de AllMusic Stephen Thomas Erlewine se refirió al álbum como «una especie de obra maestra posmoderna, aunque una obra maestra posmoderna convencional. Puede que no sea tan moderno o innovador como, por ejemplo, Paul's Boutique de los Beastie Boys, pero es tan autorreferencial, obsesionado con la cultura pop y musicalmente ecléctico». Sal Cinquemani de Slant Magazine destacó las «letras extravagantes y llenas de conciencia» y los elaborados collages de sonido del álbum, y afirmó que «ninguno de los otros álbumes de larga duración [de Crow] ha sido tan consistente, impecable producido o claramente moderno». En 1999, Rolling Stone seleccionó a Sheryl Crow como uno de los álbumes imprescindibles de la década. En 2002, la revista también la ubicó en el puesto 44 en su lista de Women in Rock: The 50 Essential Albums. En 2003, el álbum apareció en la lista Vital Pop: 50 Essential Pop Albums por Slant Magazine. En 2008, Entertainment Weekly colocó el álbum en el número 39 en su lista de los 100 mejores álbumes de los últimos 25 años. En 2008, la revista Entertainment Weekly colocó el álbum en el número 39 en su lista de los 100 mejores álbumes de los últimos 25 años. En 2020, Rolling Stone clasificó a Sheryl Crow en el número 475 en su lista de Los 500 mejores álbumes de todos los tiempos.

## Lista de canciones
| N.º | Título                       | Duración |  |
| 1.  | «Maybe Angels»               | 4:56     |  |
| 2.  | «A Change Would Do You Good» | 3:50     |  |
| 3.  | «Home»                       | 4:51     |  |
| 4.  | «Sweet Rosalyn»              | 3:58     |  |
| 5.  | «If It Makes You Happy»      | 5:23     |  |
| 6.  | «Redemption Day»             | 4:27     |  |
| 7.  | «Hard to Make a Stand»       | 3:07     |  |
| 8.  | «Everyday Is a Winding Road» | 4:16     |  |
| 9.  | «Love Is a Good Thing»       | 4:43     |  |
| 10. | «Oh Marie»                   | 3:30     |  |
| 11. | «Superstar»                  | 4:58     |  |
| 12. | «The Book»                   | 4:34     |  |
| 13. | «Ordinary Morning»           | 3:55     |  |

| Bonus track de lanzamiento en el Reino Unido |            |          |  |
| N.º                                          | Título     | Duración |  |
| 14.                                          | «Free Man» | 3:20     |  |

| Bonus tracks digitales/bonus tracks «Signature Tour Edition» y «Special Edition» |                                              |          |  |
| N.º                                                                              | Título                                       | Duración |  |
| 14.                                                                              | «Sad Sad World»                              | 4:06     |  |
| 15.                                                                              | «Hard to Make a Stand» (versión alternativa) | 3:30     |  |

| «Signature Tour Edition» y «Special Edition» Disco 2 |                              |          |  |
| N.º                                                  | Título                       | Duración |  |
| 1.                                                   | «If It Makes You Happy»      | 5:33     |  |
| 2.                                                   | «Leaving Las Vegas»          | 6:45     |  |
| 3.                                                   | «Hard to Make a Stand»       | 4:23     |  |
| 4.                                                   | «Can't Cry Anymore»          | 5:33     |  |
| 5.                                                   | «Everyday Is a Winding Road» | 4:59     |  |
| 6.                                                   | «On the Outside»             | 7:58     |  |

## Personal
Los créditos están adaptados de AllMusic.
| - Sheryl Crow - voz principal, coros, bajo, guitarra acústica, guitarra eléctrica, armonio, teclados, Moog bajo, órgano Hammond, piano, Wurlitzer, pennyosley, loops, productora - Jeri Heiden - dirección de arte, diseño - Steve Berlin - saxofón - Ron Black - asistente ingeniero - Tchad Blake - ingeniero, mezcla - R.S. Bryan - guitarra wah wah - Steve Donnelly - dobro, guitarra eléctrica - Dave Douglas - trompeta - Davey Faragher - bajo fuzz - Neil Finn - coros - Curtis Fowlkes - trompeta - Mitchell Froom - asistente de producción, armonio, arreglos de trompeta, teclados, arreglos de cuerdas - S. «Husky» Höskulds - ingeniero asistente - Wally Ingram - batería, djembe - Cappy Japngie - ingeniero asistente - Jim Keltner - batería - Blair Lamb - ingeniero - Bob Ludwig - masterización - Brian MacLeod - batería, loops | - James Minchin - fotografía - John Paterno - ingeniero asistente - Stephanie Pfriender - fotografía - Josh Roseman - trompeta - Dan Rothchild - bajo - Anders Rundblad - bajo, guitarra acústica - Bob Salcedo - ingeniero - Jane Scarpantoni - cadenas - Trina Shoemaker - ingeniero - Bob Stewart - trompeta - Steen Sundland - fotografía - Pete Thomas - batería - Jeff Trott - guitarra acústica, guitarra eléctrica, coros, loops - Michael Urbano - batería, cajas, loops - Tad Wadhams - bajo - Karen Walker - dirección de arte, diseño - Stephen Weintraub - productor ejecutivo - Pam Werheimer - coordinación - Todd Wolfe - dobro, guitarra eléctrica |  |

## Posicionamiento en las listas
| Lista (1996–1997)                   | Posición |
| ----------------------------------- | -------- |
| Australia (ARIA)                    | 14       |
| Austria (Ö3 Austria)                | 8        |
| Bélgica (Ultratop flamenca)         | 10       |
| Bélgica (Ultratop valona)           | 15       |
| Canadá (Billboard Canadian Albums)  | 12       |
| Países Bajos (Album Top 100)        | 23       |
| Finlandia (Suomen Virallinen Lista) | 27       |
| Francia (SNEP)                      | 38       |
| Alemania (Offizielle Top 100)       | 17       |
| Nueva Zelanda (Recorded Music NZ)   | 6        |
| Noruega (VG-lista)                  | 20       |
| Escocia (Scottish Albums Chart)     | 2        |
| Suecia (Sverigetopplistan)          | 8        |
| Suiza (Schweizer Hitparade)         | 3        |
| Reino Unido (UK Albums Chart)       | 5        |
| Estados Unidos (Billboard 200)      | 6        |

| Lista (1996)                       | Posición |
| ---------------------------------- | -------- |
| Swiss Albums (Schweizer Hitparade) | 52       |
| UK Albums (OCC)                    | 28       |
| US Billboard 200                   | 152      |

| Lista (1997)     | Posición |
| ---------------- | -------- |
| UK Albums (OCC)  | 15       |
| US Billboard 200 | 34       |